# Helmbert
Helmbert OPraem († 26. November 1206) war von 1191 bis 1206 Bischof von Havelberg.

## Leben
Helmbert ist 1186 als Dompropst in Havelberg belegt, 1191 wurde er Bischof von Havelberg. Sein Wirken fand weniger in seiner eigenen Diözese statt, sondern vorwiegend im Dienst des Mainzer Erzbischofs Konrad von Wittelsbach, in dessen Begleitung er 1196 am Reichstag in Würzburg teilnahm. Während Konrads Teilnahme am  Kreuzzug 1197/8 vertrat Helmbert diesen in geistlichen Angelegenheiten im Erzbistum. Die Aufhebung des Bannes gegen Landgraf Hermann von Thüringen durch Helmbert wurde von Erzbischof Konrad missbilligt. Helmbert war bei der Bischofsweihe von Konrads Nachfolger Siegfried II. von Eppstein anwesend. Während dessen Amtszeit nahm Helmfried weihbischöfliche Tätigkeiten vorwiegend im thüringisch-sächsischen Teil des Erzbistums wahr, 1206 auch im Bistum Würzburg. Helmbert starb am 26. November 1206.